# Syarhey Balanovich
Bản mẫu:Eastern Slavic name
Syarhey Mikhailavich Balanovich (tiếng Belarus: Сяргей Міхайлавіч Балановіч; tiếng Nga: Серге́й Михайлович Баланович; sinh ngày 29 tháng 8 năm 1987) là một cầu thủ bóng đá người Belarus. Anh chơi ở vị trí tiền vệ chạy cánh trái cho Shakhtyor Soligorsk.

## Quốc tế
Balanovich ra mắt cho the đội tuyển quốc gia vào ngày 7 tháng 6 năm 2012, trong trận giao hữu hòa 1–1 cùng với Lithuania. Anh ghi bàn thắng đầu tiên vào ngày 14 tháng 11 năm 2012 trong thắng lợi giao hữu 2–1 trên sân nhà trước Israel.

## Thống kê sự nghiệp

### Câu lạc bộ
Tính đến trận đấu diễn ra ngày 20 tháng 5 năm 2018
| Câu lạc bộ          | Mùa giải            | Giải vô địch                | Giải vô địch | Giải vô địch | Cúp     | Cúp       | Châu lục | Châu lục  | Khác    | Khác      | Tổng cộng | Tổng cộng |
| Câu lạc bộ          | Mùa giải            | Hạng đấu                    | Số trận      | Bàn thắng    | Số trận | Bàn thắng | Số trận  | Bàn thắng | Số trận | Bàn thắng | Số trận   | Bàn thắng |
| ------------------- | ------------------- | --------------------------- | ------------ | ------------ | ------- | --------- | -------- | --------- | ------- | --------- | --------- | --------- |
| Volna Pinsk         | 2004                | Belarusian Second League    | 2            | 0            | 0       | 0         | –        | –         | –       | –         | 2         | 0         |
| Volna Pinsk         | 2005                | Belarusian Second League    | 19           | 5            | 1       | 0         | –        | –         | –       | –         | 20        | 5         |
| Volna Pinsk         | 2006                | Belarusian First League     | 24           | 3            | 1       | 0         | –        | –         | –       | –         | 25        | 3         |
| Volna Pinsk         | 2007                | Belarusian First League     | 21           | 6            | 2       | 1         | –        | –         | –       | –         | 23        | 7         |
| Volna Pinsk         | Tổng cộng           | Tổng cộng                   | 66           | 14           | 4       | 1         | 0        | 0         | -       | -         | 70        | 15        |
| Shakhtyor Soligorsk | 2008                | Belarusian Premier League   | 20           | 3            | 6       | 0         | 2        | 0         | –       | –         | 28        | 3         |
| Shakhtyor Soligorsk | 2009                | Belarusian Premier League   | 23           | 3            | 6       | 0         | –        | –         | –       | –         | 29        | 3         |
| Shakhtyor Soligorsk | 2010                | Belarusian Premier League   | 29           | 5            | 6       | 1         | –        | –         | –       | –         | 35        | 6         |
| Shakhtyor Soligorsk | 2011                | Belarusian Premier League   | 28           | 3            | 6       | 0         | 2        | 0         | –       | –         | 36        | 3         |
| Shakhtyor Soligorsk | 2012                | Belarusian Premier League   | 29           | 3            | 1       | 0         | 2        | 0         | –       | –         | 32        | 3         |
| Shakhtyor Soligorsk | 2013                | Belarusian Premier League   | 25           | 3            | 2       | 1         | 2        | 0         | –       | –         | 29        | 4         |
| Shakhtyor Soligorsk | 2014                | Belarusian Premier League   | 17           | 1            | 3       | 0         | 4        | 3         | –       | –         | 24        | 4         |
| Shakhtyor Soligorsk | Tổng cộng           | Tổng cộng                   | 171          | 21           | 30      | 2         | 12       | 3         | -       | -         | 213       | 26        |
| Amkar Perm          | 2014–15             | Giải bóng đá ngoại hạng Nga | 24           | 0            | 1       | 0         | –        | –         | –       | –         | 25        | 0         |
| Amkar Perm          | 2015–16             | Giải bóng đá ngoại hạng Nga | 26           | 0            | 4       | 2         | –        | –         | –       | –         | 30        | 2         |
| Amkar Perm          | 2016–17             | Giải bóng đá ngoại hạng Nga | 22           | 0            | 0       | 0         | –        | –         | –       | –         | 22        | 0         |
| Amkar Perm          | 2017–18             | Giải bóng đá ngoại hạng Nga | 16           | 0            | 2       | 0         | –        | –         | 2       | 1         | 20        | 1         |
| Amkar Perm          | Tổng cộng           | Tổng cộng                   | 88           | 0            | 7       | 2         | 0        | 0         | 2       | 1         | 97        | 3         |
| Tổng cộng sự nghiệp | Tổng cộng sự nghiệp | Tổng cộng sự nghiệp         | 325          | 35           | 41      | 5         | 12       | 3         | 2       | 1         | 380       | 44        |

### Quốc tế
Tính đến trận đấu diễn ra ngày 15 tháng 11 năm 2018.
| Belarus   | Belarus | Belarus   |
| Năm       | Số trận | Bàn thắng |
| --------- | ------- | --------- |
| 2012      | 5       | 1         |
| 2013      | 11      | 1         |
| 2014      | 7       | 0         |
| 2015      | 0       | 0         |
| 2016      | 2       | 0         |
| 2017      | 5       | 0         |
| 2018      | 3       | 0         |
| Tổng cộng | 33      | 2         |

### Bàn thắng quốc tế
Tỉ số và kết quả liệt kê bàn thắng của Belarus trước.
| #  | Ngày                 | Địa điểm                              | Đối thủ    | Tỉ số | Kết quả | Giải đấu | Nguồn. |
| -- | -------------------- | ------------------------------------- | ---------- | ----- | ------- | -------- | ------ |
| 1. | 14 tháng 11 năm 2012 | Sân vận động Teddy, Jerusalem, Israel | Israel     | 2–1   | 2–1     | Giao hữu | [ 4 ]  |
| 2. | 6 tháng 9 năm 2013   | Sân vận động Dynama, Minsk, Belarus   | Kyrgyzstan | 1–0   | 3–1     | Giao hữu | [ 4 ]  |

## Danh hiệu
Shakhtyor Soligorsk
- Belarusian Cup winner: 2013–14